# ジョニー・ペスキー
ジョン・マイケル・ペスキー（John Michael Pesky, 1919年9月27日 - 2012年8月13日）は、アメリカ合衆国オレゴン州ポートランド出身の元プロ野球選手（内野手）。右投左打。
MLBにおける新人から3年連続200安打を記録した2人目の選手で、2004年にイチローが史上初の新人から4年連続200安打を達成するまでの記録保持者であった。
1940年代から選手・監督・コーチとして長年ボストン・レッドソックスにかかわり、"Mr. Red Sox"（ミスター・レッドソックス）と呼ばれた。

## 経歴

### 生い立ち～デビューまで
1919年にオレゴン州でクロアチア移民の子として生まれた。生まれた時の名前は"John Michael Paveskovich"だったが、1947年に正式に"Pesky"に改名している。父親は野球を全く知らなかったが、ポートランド・ビーバーズの球場が住む家のすぐ近くにあり、子どもの頃から野球には親しんでいたという。熱心に練習に取り組み、1937年に在学するリンカーン高等学校がオレゴン州のタイトルを獲った時には、ペスキーは打率.543を記録していた。
1940年のプロ契約の際、セントルイス・カージナルスが2,500ドルのボーナスを提示したが、ペスキーがサインしたのは500ドルを提示したボストン・レッドソックスだった。ペスキーは少年時代に、パシフィック・コーストリーグに参加していたボビー・ドーアやテッド・ウィリアムズといった選手の洗濯係をしていたり、1938年と1939年に所属していたチームがトム・ヨーキーが経営していた材木加工会社の持ちものだったりと、それまでもレッドソックスとは何らかの縁があったようである。

### 現役時代
ペスキーはマイナーリーグで2年を過ごし、1942年にメジャーに昇格する。1年目から147試合に出場し、.331の打率とリーグ最多の205安打を記録する。この年は犠打数（22）もリーグ最多で、同年の最優秀選手投票でジョー・ゴードン、テッド・ウィリアムズに次いで3位に入った。この時まだルーキーの表彰制度はなかったが、オーナーのヨーキーはペスキーに5,000ドルのボーナスを加えて彼の活躍を称えた。この額は、ペスキーが両親のためにポートランドに新居を購入するのに充分な額だった。

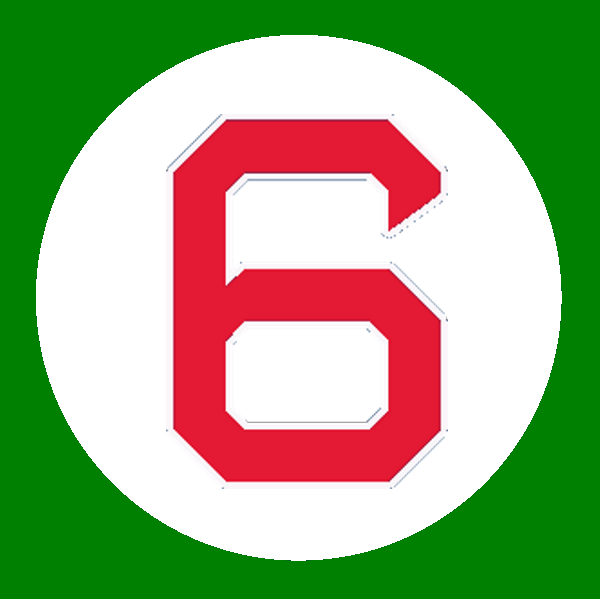
ぺスキーのレッドソックス在籍時の背番号「6」。
ボストン・レッドソックスの永久欠番に2008年指定。

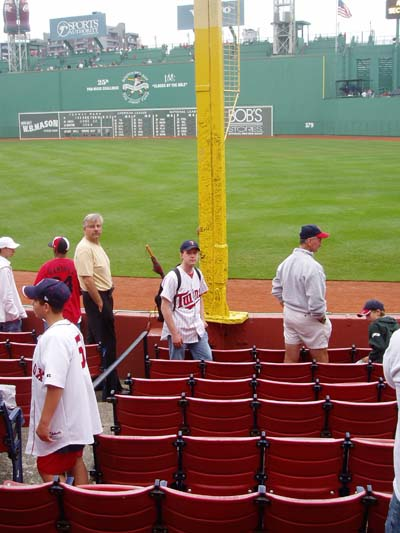
ペスキーズ・ポール

翌1943年ペスキーは第二次世界大戦に出征し、丸3年間野球を離れたが、1946年に復帰すると1年目を凌ぐ活躍を見せ、レッドソックスの28年ぶりのリーグ優勝に貢献、ペスキー自身もこの年のオールスターゲームに選出された。3年目にも207安打を放ち、3度目のリーグ最多安打を記録する。しかし1948年にバーン・ステフェンスが加入したことで、ペスキーは三塁手にコンバートされた。同年打率は.281まで落ちたが、翌年から盛り返し、1949年と1950年は100四球以上を記録、打率3割と出塁率4割以上をキープした。しかし1952年のシーズン中、レッドソックスとデトロイト・タイガースの間で5対5のトレードが成立し、移籍する。しかしかつてのような成績を残すことはできず、1954年にワシントン・セネタースへ移籍した。同年オフにセネタースから放出され、引退した。

### 引退後
ペスキーは引退後1963年に監督としてレッドソックスに復帰。1964年まで2シーズン監督を務めたのち、1965年から3年間ピッツバーグ・パイレーツの一塁ベースコーチを経て、1975年から1984年まで再びレッドソックスでコーチを務めた。1979年までレッドソックスには正式な「打撃コーチ」という役職はなかった（この当時はブルペンコーチのウォルト・リニアックが打撃投手兼任で選手を見ていた）が、1980年から初代の打撃コーチに就任し、84年まで務めた。
引退後、ペスキーの背番号「6」はレッドソックスの永久欠番となった。尚、ペスキーの背番号「6」はレッドソックス初のアメリカ野球殿堂非選出者の永久欠番であり、2023年シーズン終了時点でも唯一である。
2007年9月27日のペスキーの87歳の誕生日には、フェンウェイ・パークのライト側ファウルポールが、正式に『ペスキーズ・ポール』（Pesky's Pole）と命名された。これは現役時代に、フェンウェイ・パークのある試合で、ペスキーがこのポールの近くにホームランを放った時に、かつてチームメイトだった実況のメル・パーネルがペスキーが非力だったことに結びつけて呼び始めたことがきっかけである。
2012年8月13日、死去。92歳没。

## 詳細情報

### 年度別打撃成績
| 年 度     | 球 団     | 試 合              | 打 席              | 打 数              | 得 点              | 安 打              | 二 塁 打           | 三 塁 打           | 本 塁 打           | 塁 打              | 打 点              | 盗 塁              | 盗 塁 死           | 犠 打              | 犠 飛              | 四 球              | 敬 遠              | 死 球              | 三 振              | 併 殺 打           | 打 率              | 出 塁 率           | 長 打 率           | O P S              |
| --------- | --------- | ------------------ | ------------------ | ------------------ | ------------------ | ------------------ | ------------------ | ------------------ | ------------------ | ------------------ | ------------------ | ------------------ | ------------------ | ------------------ | ------------------ | ------------------ | ------------------ | ------------------ | ------------------ | ------------------ | ------------------ | ------------------ | ------------------ | ------------------ |
| 1942      | BOS       | 147                | 686                | 620                | 105                | 205                | 29                 | 9                  | 2                  | 258                | 51                 | 12                 | 7                  | 22                 | -                  | 42                 | -                  | 2                  | 36                 | 8                  | .331               | .375               | .416               | .791               |
| 1943      | BOS       | 兵役のため出場なし | 兵役のため出場なし | 兵役のため出場なし | 兵役のため出場なし | 兵役のため出場なし | 兵役のため出場なし | 兵役のため出場なし | 兵役のため出場なし | 兵役のため出場なし | 兵役のため出場なし | 兵役のため出場なし | 兵役のため出場なし | 兵役のため出場なし | 兵役のため出場なし | 兵役のため出場なし | 兵役のため出場なし | 兵役のため出場なし | 兵役のため出場なし | 兵役のため出場なし | 兵役のため出場なし | 兵役のため出場なし | 兵役のため出場なし | 兵役のため出場なし |
| 1944      | BOS       | 兵役のため出場なし | 兵役のため出場なし | 兵役のため出場なし | 兵役のため出場なし | 兵役のため出場なし | 兵役のため出場なし | 兵役のため出場なし | 兵役のため出場なし | 兵役のため出場なし | 兵役のため出場なし | 兵役のため出場なし | 兵役のため出場なし | 兵役のため出場なし | 兵役のため出場なし | 兵役のため出場なし | 兵役のため出場なし | 兵役のため出場なし | 兵役のため出場なし | 兵役のため出場なし | 兵役のため出場なし | 兵役のため出場なし | 兵役のため出場なし | 兵役のため出場なし |
| 1945      | BOS       | 兵役のため出場なし | 兵役のため出場なし | 兵役のため出場なし | 兵役のため出場なし | 兵役のため出場なし | 兵役のため出場なし | 兵役のため出場なし | 兵役のため出場なし | 兵役のため出場なし | 兵役のため出場なし | 兵役のため出場なし | 兵役のため出場なし | 兵役のため出場なし | 兵役のため出場なし | 兵役のため出場なし | 兵役のため出場なし | 兵役のため出場なし | 兵役のため出場なし | 兵役のため出場なし | 兵役のため出場なし | 兵役のため出場なし | 兵役のため出場なし | 兵役のため出場なし |
| 1946      | BOS       | 153                | 703                | 621                | 115                | 208                | 43                 | 4                  | 2                  | 265                | 55                 | 9                  | 8                  | 14                 | -                  | 65                 | -                  | 3                  | 29                 | 8                  | .335               | .401               | .427               | .827               |
| 1947      | BOS       | 155                | 719                | 638                | 106                | 207                | 27                 | 8                  | 0                  | 250                | 39                 | 12                 | 9                  | 9                  | -                  | 72                 | -                  | 0                  | 22                 | 10                 | .324               | .393               | .392               | .785               |
| 1948      | BOS       | 143                | 677                | 565                | 124                | 159                | 26                 | 6                  | 3                  | 206                | 55                 | 3                  | 5                  | 7                  | -                  | 99                 | -                  | 6                  | 32                 | 10                 | .281               | .394               | .365               | .759               |
| 1949      | BOS       | 148                | 713                | 604                | 111                | 185                | 27                 | 7                  | 2                  | 232                | 69                 | 8                  | 4                  | 5                  | -                  | 100                | -                  | 4                  | 19                 | 12                 | .306               | .408               | .384               | .792               |
| 1950      | BOS       | 127                | 605                | 490                | 112                | 153                | 22                 | 6                  | 1                  | 190                | 49                 | 2                  | 1                  | 6                  | -                  | 104                | -                  | 5                  | 31                 | 13                 | .312               | .437               | .388               | .825               |
| 1951      | BOS       | 131                | 573                | 480                | 93                 | 150                | 20                 | 6                  | 3                  | 191                | 41                 | 2                  | 2                  | 7                  | -                  | 84                 | -                  | 2                  | 15                 | 10                 | .313               | .417               | .398               | .815               |
| 1952      | BOS       | 25                 | 84                 | 67                 | 10                 | 10                 | 2                  | 0                  | 0                  | 12                 | 2                  | 0                  | 3                  | 1                  | -                  | 15                 | -                  | 1                  | 5                  | 1                  | .149               | .313               | .179               | .492               |
| 1952      | DET       | 69                 | 223                | 177                | 26                 | 45                 | 4                  | 0                  | 1                  | 52                 | 9                  | 1                  | 2                  | 5                  | -                  | 41                 | -                  | 0                  | 11                 | 2                  | .254               | .394               | .294               | .688               |
| '52計     | DET       | 94                 | 307                | 244                | 36                 | 55                 | 6                  | 0                  | 1                  | 64                 | 11                 | 1                  | 5                  | 6                  | -                  | 56                 | -                  | 1                  | 16                 | 3                  | .225               | .372               | .262               | .634               |
| 1953      | DET       | 103                | 342                | 308                | 43                 | 90                 | 22                 | 1                  | 2                  | 120                | 24                 | 3                  | 7                  | 5                  | -                  | 27                 | -                  | 2                  | 10                 | 4                  | .292               | .353               | .390               | .743               |
| 1954      | DET       | 20                 | 20                 | 17                 | 5                  | 3                  | 0                  | 0                  | 1                  | 6                  | 1                  | 0                  | 0                  | 0                  | 0                  | 3                  | -                  | 0                  | 1                  | 2                  | .176               | .300               | .353               | .653               |
| 1954      | WS2       | 49                 | 171                | 158                | 17                 | 40                 | 4                  | 3                  | 0                  | 50                 | 9                  | 1                  | 1                  | 2                  | 1                  | 10                 | -                  | 0                  | 7                  | 2                  | .253               | .296               | .316               | .612               |
| '54計     | WS2       | 69                 | 191                | 175                | 22                 | 43                 | 4                  | 3                  | 1                  | 56                 | 10                 | 1                  | 1                  | 2                  | 1                  | 13                 | -                  | 0                  | 8                  | 4                  | .246               | .296               | .320               | .616               |
| MLB：10年 | MLB：10年 | 1270               | 5516               | 4745               | 867                | 1455               | 226                | 50                 | 17                 | 1832               | 404                | 53                 | 49                 | 83                 | 1                  | 662                | -                  | 25                 | 218                | 82                 | .307               | .394               | .386               | .780               |

### 獲得タイトル・表彰・記録
- オールスターゲーム選出：1回（1946年）
- アメリカンリーグ最多安打：3回（1942年、1946年 - 1947年）

### 背番号
- 6 （1940年 - 同年途中、1981年途中 - 同年終了）
- 7 （1952年 - 1954年途中）
- 11 （1954年途中 - 同年終了）
- 22 （1963年 - 1964年）
- 4 （1965年 - 1967年）
- 35 （1975年 - 1980年）